# Riverdance
 Риверденс (енглески и ирски језик: Riverdance) је трупа традиционалног ирског плеса. Трупу су основали шампиони ирског плеса Џин Батлер и Мајкл Флетли и вокални састав “Anúna” за сврху ревијалног програма на Песми Евровизије 1994. у Даблину, док је први званични Риверденс шоу одржан фебруара 1995. године.
Трупа је стекла планетарну популарност, процењује се да је њиховм наступима на светским турнејама присуствовалo укупно више од 25 милиона људи на свим континентима. Албум са музиком компонованом за Риверденс наступе је добио Греми награду и продат је у преко три милиона примерака, док су званични ДВД снимци наступа продати у преко десет милиона копија.
Натуп Риверденса се често описује као најзапамћенији ревијални програм Песме Евровизије, а састав је био гост специјалних програма које је Европска радиодифузна унија организовала поводом јубиларних 50 и 60 година одржавања Песме Евровизије.
Мајкл Флетли, један од оснивача, је 1996. напустио трупу због интерних неспоразума и основао Lord of the Dance, који је такође постао популаран шоу базиран на ирском традиционалном плесу и музици.